# Scénario de la bombe à retardement
Le scénario de la bombe à retardement (ticking time bomb scenario en anglais) est une expérience de pensée notamment utilisée en éthique afin de débattre si la torture est ou non justifiable. Dans cette expérience, une bombe, ou un autre type d'arme de destruction massive, va très bientôt être utilisée et risque de tuer plusieurs personnes. Dans cette situation, est-il justifié de recourir à la torture sur un suspect récalcitrant soupçonné de détenir des informations capitales sur cette arme ?
La réponse à la question varie selon les écoles de pensée. Ainsi, l'argument conséquentialiste affirme que, même pour les nations interdisant légalement la torture, une telle situation justifie la torture. D'un autre côté, d'autres stipulent que l'expérience de pensée est trop caricaturale pour permettre d'évaluer les coûts réels de l'autorisation de la torture dans la « vraie vie ». 

## Concept
Le concept est abordé dans le roman Les Centurions de Jean Lartéguy, dont l'action débute pendant la guerre d'Indochine, et où le scénario de la bombe à retardement se déroule pendant la guerre d'Algérie. Il paraît en 1966 alors que l'opinion française est encore sous le choc des pratiques de torture en Algérie. Selon Darius Rejali (en), professeur de science politique au Reed College, la possibilité d'annihilation soudaine et massive de plusieurs vies innocentes que met en scène cet ouvrage aurait conduit plusieurs lecteurs à une certaine acceptabilité de la torture. En réalité, dans Les Centurions, « l’officier chargé de l’interrogatoire tente sincèrement d’éviter tout usage de la violence. Il tente de briser la résolution de son prisonnier en lui racontant sa propre expérience de la torture».
La question de la torture a refait surface sous la présidence de G.W. Bush à la suite des attentats du 11 septembre 2001 et a été défendue notamment par l'avocat Alan Dershowitz, qui souhaitait l'encadrer juridiquement. Largement utilisée sous ce président, cette pratique a fait l'objet d'une étude approfondie parue aux États-Unis en avril 2013. Les auteurs de ce volumineux rapport, qui ont interrogé une centaine de témoins, n'ont pu trouver aucun cas où la torture aurait produit des informations fiables et non accessibles par d'autres moyens.

## Dans la culture populaire
Différentes variantes du scénario ont été explorées dans la culture populaire dans des œuvres telles :
- 24 heures chrono
- Dirty Harry
- The Siege
- No Limit (Unthinkable)
- Call of Duty: Black Ops

### 24 heures chrono
Selon le Parents Television Council, considérant que chaque saison de 24 heures chrono se déroule sur une période de 24 heures, Jack Bauer se retrouve en moyenne 12 fois par jour à torturer un suspect dans le cadre d'un scénario de la bombe à retardement.
Michael Chertoff, chef de la sécurité nationale sous l'administration Bush, affirme que 24 heures chrono « reflète la vraie vie ». John Yoo, ancien avocat du département de la Justice des États-Unis, a cité Bauer pour soutenir ses mémos de la torture, alors qu'Antonin Scalia va plus loin en déclarant : « Jack Bauer a sauvé Los Angeles... Il a sauvé des centaines de milliers de vies. Allez-vous condamner Jack Bauer ? »,. 

L'un des créateurs de l'émission affirme : 

« La plupart des experts en terrorisme vont vous dire qu'une situation à la « bombe à retardement » n'arrive jamais dans la vraie vie, ou très rarement. Dans notre émission, ça arrive toutes les semaines,. »